# Distrito Escolar del Condado Osceola, Florida
El Distrito Escolar del Condado Osceola, Florida (School District of Osceola County, FL) es el distrito escolar del Condado de Osceola, Florida. Tiene su sede en un área no incorporada cerca de Kissimmee. La junta escolar tiene un presidente y cuatro miembros.